# 197-я бригада десантных кораблей
197-я бригада десантных кораблей — соединение Черноморского флота ВМФ СССР и действующее соединение Черноморского флота ВМФ России. Базируется в Севастополе.

## Служба в ВМФ СССР
28 июля 1966 года — 83-я бригада кораблей охраны водного района (ОВР в/ч 72136) была переформирована в бригаду десантных кораблей с местом дислокации Крымская военно-морская база, озеро Донузлав. Оборудование базы происходило на пике «холодной войны» — глобального геополитического противостояния между США и СССР.
В 1981 году за успехи в боевой подготовке и качественное выполнение задач Советского правительства 197-я бригада десантных кораблей была награждена Вымпелом МО СССР «За мужество и воинскую доблесть».
На момент формирования в 1983 году 39-й дивизий морских десантных сил 197-я бригада десантных кораблей включала:
- управление бригады в/ч 72136 по штату 59/109-А с переводом на штат 59/109В;

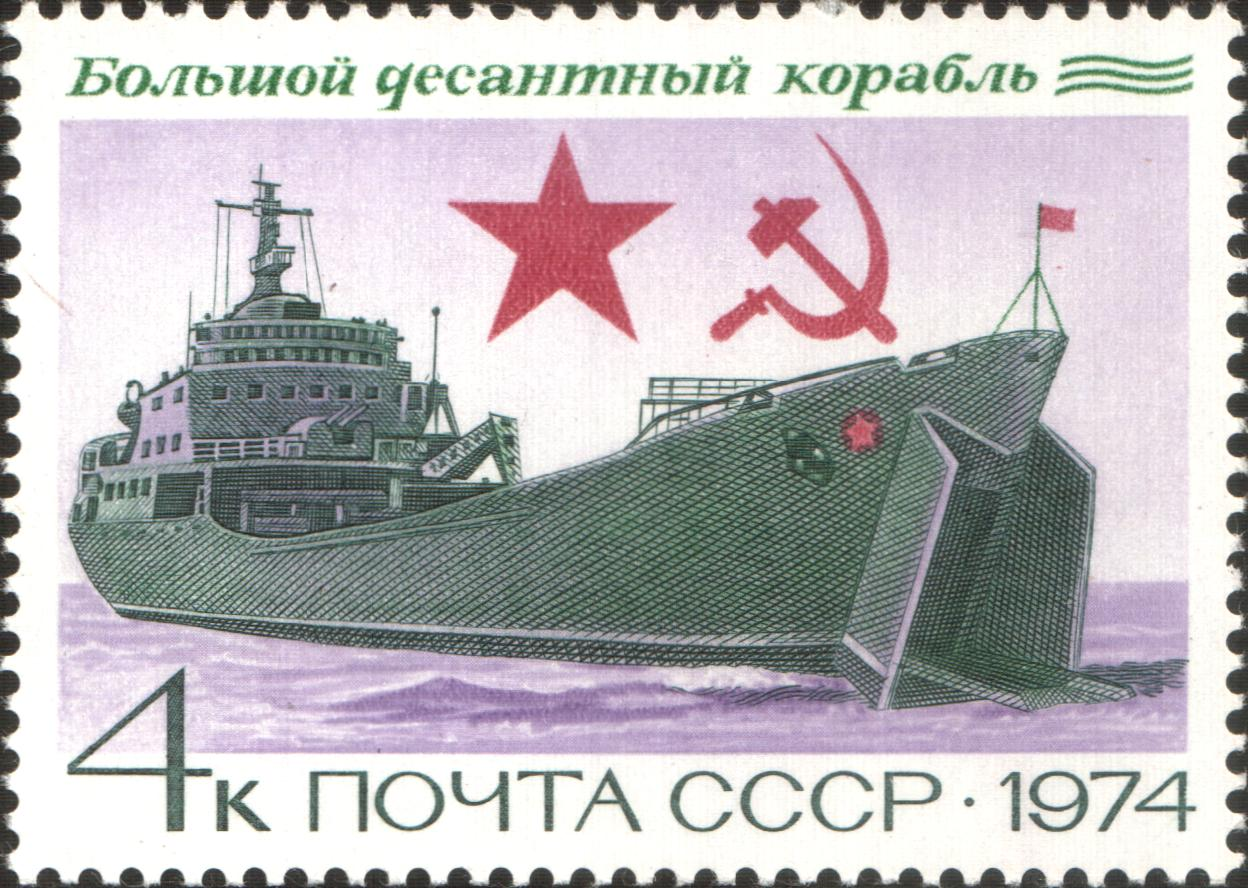
Марка СССР с изображением БДК проекта 1171

- 4-й дивизион больших десантных кораблей:

- управление дивизиона — в/ч 51290 по штату 53/19-Б;
- БДК «Николай Фильченков» — в/ч 78390;
- БДК-104 — в/ч 36002 по штату 61/396-Г;
- БДК «Воронежский Комсомолец» — в/ч 10506,
- БДК «Крымский Комсомолец» — в/ч 10724;
- БДК-69 — в/ч 81341 по штату 61/396-В.

В 1983 году участвовала в учениях «Юг-83» где на Керченском полуострове отрабатывалось форсирование Проливной зоны в ходе выполнения дальнейшей задачи первой операции флота, а также подготовка и ведение второй операции флота — непосредственное овладение Проливами.
За время существования бригады более 200 военнослужащих награждено орденами и медалями, из них: орденом «Орден Красного Знамени» — 5 человек, орденом «Красной Звезды» — 12 человек, «За службу Родине в Вооружённых Силах СССР» — 30 человек, медалью «За боевые заслуги» — 18 человек.

## Служба в ВМФ РФ

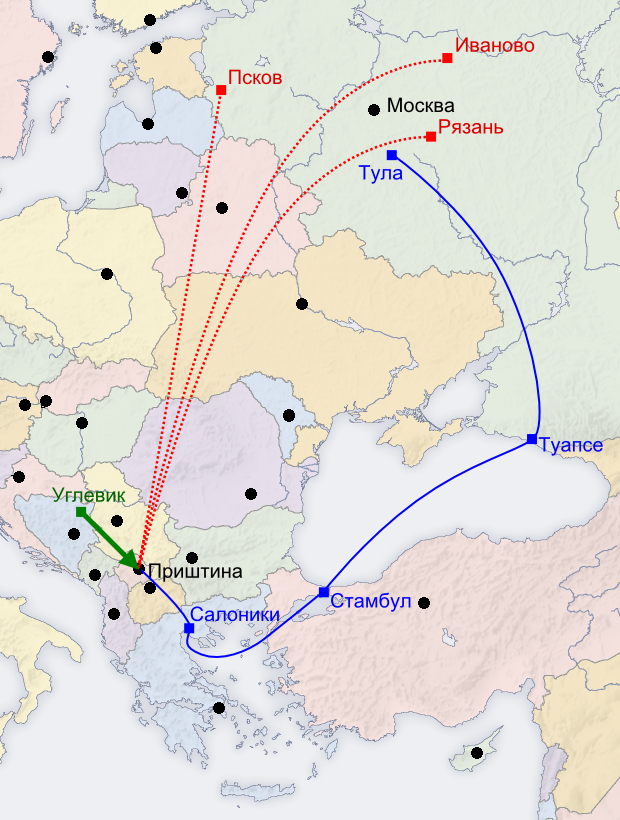
Переброска российского контингента KFOR:
Марш-бросок на Приштину 12 июня 1999 года
Воздушный маршрут. Переброска десантников из Пскова, Рязани и Иванова
Морской маршрут. Переброска десантников и техники из Туапсе в Салоники отрядом из пяти БДК 30-й дивизии надводных кораблей, командир контр-адмирал Васюков В. Л. Разгрузка 14.07.1999

При разделе Черноморского флота в 1992—1993 годах 39-я дивизия морских десантных сил была расформирована. Десантные корабли дивизии доставшиеся России перешли из Донузлава, который стал Южной военно-морской базой Украины, в Севастополь. В 1994 году 197-я БрДК вошла в состав 30-й дивизии надводных кораблей.
В июле 1999 года в шестидневном переходе отряд из пяти БДК (БДК "Азов",  БДК "Цезарь Куников", БДК "Саратов", БДК-Орск и БДК "Ямал") 197-я БрДК 30-й ДиНК под командованием контр-адмирала В. Л. Васюкова осуществили переброску по морю из порта Туапсе через Босфор контингента тульских десантников. Отряд сопровождал спасательный буксир "Шахтер". Они доставили 14 июля 1999 года в порт Салоники, Греция, 471 военнослужащего ВДВ, 124 единицы авто и бронетехники и почти 100 тонн военных грузов. Их встретили командующий российским контингентом в Косово генерал-майор В. Е. Евтухович и посол России в Греции М. Н. Бочарников. Греческая сторона предоставила оцепление и сопровождение колонны до границы с Македонией.
Впоследствии моряки, участники этой операции, получили знак "Туапсе-Салоники" с подвесками с названиями кораблей. Подвески «ВДВ», «БДК 138», «БДК 150», «БДК 156», «БДК 158» и «БДК «Азов». 
В 1999 году 197-я бригада была отмечена в приказе Министра обороны Российской Федерации. В 2000 году 197-я бригада десантных кораблей была объявлена в числе лучших соединений и частей Военно-Морского Флота Российской Федерации.

### Визиты кораблей бригады
В октябре-ноябре 2002 года корабли бригады выполняли задачи боевой службы с заходом в порт Керкира в Греции и порт Сплит в Хорватии. В апреле-июле 2003 года корабли бригады приняли участие в международных учениях «Фарватер мира-2003». Сделали заходы в п. Аден (Йемен), Порт-Саид (АРЕ), порт Керкира, Пилос, Спецес, Пирей (Греция) и порт Тартус (Сирия). В апреле 2004 года корабли бригады выполняли задачи боевой службы с заходом в Тартус. В августе 2005 года корабли бригады участвовали в международных учениях сил ЧВМГ с заходом в порт Констанца (Румыния), порт Варна (Болгария), порт Эрегли (Турция). В октябре 2005 года БДК-54 «Азов» выполнял задачи боевой службы с заходом в п. Керкира, Пилос, Суда, Пирей (Греция). В феврале 2006 года БДК «Азов» выполнял задачи боевой службы в Средиземном море с заходом в порт Мессина (Италия), порт Стамбул (Турция).

### Война в Грузии (2008)
9 августа 2008 года российские корабли вошли в территориальные воды Грузии и приступили к боевому патрулированию. В Абхазии в это время началась высадка морского десанта в районе Очамчира и переброска частей ВДВ на аэродром Сухуми.
10 августа 2008 произошёл российско-грузинский морской бой с участием группы кораблей русского флота (БДК «Цезарь Куников», БДК «Саратов», МРК «Мираж» и МПК «Суздалец» и другими) и пятью грузинскими катерами. Морская пехота Черноморского флота РФ высаженная кораблями 197-й бригады заняла главный порт Грузии Поти и уничтожила все грузинские катера и корабли, имевшие военную маркировку, включая пограничные, заложив в них взрывчатку.

### Военная операция России в Сирии
В апреле 2015 года БДК-64 «Цезарь Куников» совместно с БДК «Николай Фильченков» провёли учения по высадке морского десанта. А с 5 по 8 мая 2015 года «Цезарь Куников» посетил Стамбул, где представлял Российскую Федерацию на международной выставке вооружений IDEF-2015. В октябре этого же года БДК «Цезарь Куников» направлен в Сирию с грузом боеприпасов и оружия для сирийской армии (см. операция «Сирийский экспресс»). Практически все корабли бригады совершили рейсы в Сирию, некоторые по нескольку раз.

### Вторжение России на Украину (с 2022)
Потери личного состава:
24 марта 2023 года, морякам 197-й бригады десантных кораблей погибшим в ходе нападения на Украину, открыли памятную доску на причале Минная стенка в Севастополе. Погибшие моряки входили в состав экипажей БДК «Саратов», «Новочеркасск» и «Цезарь Куников». На памятной доске увековечены 12 имён и фамилий погибших на мариупольском направлении моряков.

## Состав
Действующий состав соединения:
- «Николай Фильченков» — большой десантный корабль проекта 1171. Бортовой номер 152, в составе флота с 1975 года. Командир капитан 3-го ранга Евгений Мясоедов.
- БДК-65 «Саратов» — большой десантный корабль проекта 1171. Бортовой номер 150, в составе флота с 1966 года. Командир капитан 2-го ранга Олег Починов.
- БДК-69 «Орск» — большой десантный корабль проекта 1171. Бортовой номер 148, в составе флота с 1968 года. Командир капитан 2-го ранга Вадим Болсун. В ремонте.
- БДК-46 «Новочеркасск» — большой десантный корабль проекта 775. Бортовой номер 142, в составе флота с 1987 года. Командир капитан 2-го ранга Сергей Звягин.
- БДК-54 «Азов» — гвардейский большой десантный корабль проекта 775М. Бортовой номер 151, в составе флота с 1990 года. Командир гвардии капитан 2-го ранга Дмитрий Худоба.
- БДК-64 «Цезарь Куников» — большой десантный корабль проекта 775. Бортовой номер 158, в составе флота с 1984 года. Командир капитан 2-го ранга Сергей Ларчук.
- БДК-67 «Ямал» — большой десантный корабль проекта 775. Бортовой номер 156, в составе флота с 1988 года. Командир капитан 2-го ранга Валерий Поляков.

## Командиры
СССР
- 1974—  капитан 1-го ранга Жилин, Карл Иванович

Россия
- 2009 - капитан 1-го ранга Крылов, Евгений Георгиевич
- 2009-2011 — капитан 1-го ранга Олег Игнасюк
- 2014 — капитан 1-го ранга Алексей Комаров
- 2014 — ВРИО, капитан 2-го ранга Владислав Горский
- 2015 — капитан 1-го ранга Сергей Звягин[15]
- 2021 — капитан 1-го ранга Владислав Горский